# جورج كوكس (سياسي)
جورج كوكس هو سياسي كندي، ولد في 17 نوفمبر 1834 بمونتريال في كندا، وتوفي في 17 ديسمبر 1909. انتخب عمدة أوتاوا ‏.